# کاروانسرای گبرآباد قمصر
کاروانسرای گبرآباد قمصر مربوط به دوره صفوی است و در میان راه قمصر به کاشان واقع شده و این اثر در تاریخ ۱۵ شهریور ۱۳۵۴ با شمارهٔ ثبت ۱۰۹۵ به‌عنوان یکی از آثار ملی ایران به ثبت رسیده‌است.

## ثبت در فهرست میراث جهانی
در ۲۶ شهریور ۱۴۰۲ در جریان چهل و پنجمین اجلاس کمیته میراث جهانی یونسکو در ریاض، کاروانسرای گبرآباد قمصر به‌همراه ۵۳ کاروانسرای تاریخی دیگر (جمعاً ۵۴ کاروانسرا در ۲۴ استان ایران) تحت عنوان کاروانسراهای ایرانی در فهرست میراث جهانی قرار گرفتند. این مجموعه جهانی به عنوان بیستمین و هفتمین اثر جهانی کشور ایران شناخته می‌شود.